# Hernán Henao Delgado
Hernán Henao Delgado (Manizales, Caldas, 3 de noviembre de 1945-Medellín, Antioquia, 4 de mayo de 1999) fue un antropólogo colombiano. Egresado de la Universidad Nacional de Colombia en 1972 en licenciatura y de la Universidad de California en Berkeley en 1979 (maestría). Beneficiario de becas Fullbright y Lowie para complementar sus estudios avanzados. Diplomado en Filología Inglesa por la Universidad de Nueva York, en Buffalo, y diplomado en Investigación en Ciencias Sociales de la Universidad de Antioquia en 1994.
Fue decano de la Facultad de Ciencias Sociales de la Universidad de Antioquia, así como director del Departamento de Antropología de la misma y, posteriormente, del Instituto de Estudios Regionales (INER) —equipo multidisciplinar de investigadores adscrito a la Universidad de Antioquia—, cargo que desempeñó hasta su asesinato el 4 de mayo de 1999. Asimismo, fue profesor titular de la Universidad de Antioquia, profesor visitante de diversas universidades colombianas y conferencista invitado de la Universidad Complutense de Madrid y de la Universidad de Barcelona. Miembro de varias asociaciones académica, como Geocrítica, la Sociedad Antropológica de Colombia y la Asociación Colombiana de Investigadores Urbano Regionales; y de la red de investigadores e instituciones que trabajan con familia en Latinoamérica, formó parte hasta su muerte del Consejo del Programa Nacional de Ciencias Sociales y Humanas del Sistema Nacional de Ciencia y Tecnología.
Sus investigaciones y publicaciones giraron alrededor de los siguientes temas: identidad y contacto interétnico, dimensión sociocultural de los estudios urbanos y regionales, planeamiento y desarrollo local y regional, conflicto social y violencia, así como problemáticas socioculturales de familia y género en el mundo actual. Sus reflexiones, muy críticas con la realidad social y política circundante, provocaron su execrable asesinato a manos de tres sicarios dentro del recinto universitario en el que investigó a lo largo de 25 años.

## Asesinato
El martes 4 de mayo de 1999 a las 4 de la tarde, dos hombres y una mujer irrumpieron en la sede del Instituto de Estudios Regionales, ubicada en la oficina 293 en el segundo piso del bloque 9 de la Universidad de Antioquia. A esa hora se realizaba una reunión del equipo de trabajo del instituto. Y hasta allí llegaron los sicarios, quienes sacaron por la fuerza a Hernán.
Pasados varios minutos, los profesores e investigadores del INER que se encontraban en la sala de reuniones de esta oficina se dirigieron al sitio donde había sido abaleado Henao Delgado y lo encontraron aún con vida, pero falleció mientras era trasladado a la Policlínica Municipal. Tras conocerse el asesinato del profesor Henao, comunidades estudiantiles en las principales ciudades entraron en suspensión de actividades académicas como forma de protesta por el asesinato del profesor Henao, así como por la desaparición del profesor Darío Betancourt Echeverry en Bogotá, este último suceso había ocurrido cuatro días antes del crimen del académico paisa.